# Crematogaster ustiventris
Crematogaster ustiventris är en myrart som beskrevs av Menozzi 1935. Crematogaster ustiventris ingår i släktet Crematogaster och familjen myror. Inga underarter finns listade i Catalogue of Life.